# Гойени, Матиас
Матиас Агустин Гойени де Армас (исп. Mathías Agustín Goyeni de Armas; 17 января 1995, Монтевидео) — уругвайский футболист, левый защитник сальвадорского клуба «ФАС».

## Клубная карьера
Воспитанник столичного «Ливерпуля». Перед сезоном 2014/15 был переведён в основной состав. Дебютировал 25 апреля 2015 года в матче против «Рочи», выйдя в старте. Первым результативным действием отличился 2 мая, отдав пас на гол Гонсало Фрейтаса в ворота «Серро-Ларго». В том сезоне вместе с командой выиграл чемпионат и получил повышение в Примеру. В высшем дивизионе дебютировал 5 сентября в матче против «Серро», заменив на 75-й минуте Ренато Сесара.
Летом 2017 года перешёл в клуб Сегунды «Мирамар Мисьонес». Дебютировал 14 октября в игре с «Такуарембо», выйдя в старте. Первый гол забил 22 ноября в ворота «Вилья-Тереса», принеся своей команде победу. 2019 год провёл в клубе «Уругвай Монтевидео», но за него так и не дебютировал.
23 февраля 2020 года на правах свободного агента присоединился к клубу «Серрито». Дебютировал 13 августа в матче против «Сентраль Эспаньол», выйдя в стартовом составе. Первым результативным действием отличился 17 ноября, отдав пас на гол Карлоса Пимиенты в ворота «Альбиона». Вместе с командой также выиграл второй дивизион и вышел в Примеру.
19 января 2022 года перешёл в «Альбион». Дебютировал 13 февраля в матче против своей первой команды, выйдя в старте. Первым результативным действием отметился 18 июня, отдав передачу на гол Анхело Пиццорно в ворота «Монтевидео Уондерерс». Единственный гол забил 15 июля, открыв счёт в игре с «Депортиво Мальдонадо».
20 января 2023 год присоединился к «Пласа Колония». Дебютировал 6 февраля в матче против «Мальдонадо», заменив на 30-й минуте Эдхарда Грейсинга. Первый гол забил 6 марта, поразив ворота «Феникса» на 90+14-й добавленной минуте.
13 августа 2023 года на правах аренды во второй раз присоединился к «Уругвай Монтевидео». Дебютировал 28 августа в матче против «Мирамар Мисьонес», заменив на 84-й минуте Матиаса Алонсо и получив на 90+10-й добавленной минуте красную карточку за участие в начавшейся на поле потасовке. Зимой 2024 года перешёл в клуб на постоянной основе. Первый гол забил 5 июня в игре со своим предыдущем клубом, принеся победу своей команде.
16 июня 2024 года присоединился к сальвадорскому «ФАС», который стал первым зарубежным клубом игрока.

## Достижения
«Ливерпуль» Монтевидео
- Победитель Сегунды: 2014/15

«Серрито»
- Победитель Сегунды: 2020